# عبدو نيف
عبدو نيف هو مدرب كرة قدم ولاعب كرة قدم جزائري في مركز الوسط، ولد في 2 أبريل 1995 في ولاية بومرداس في الجزائر، وتوفي بنفس المكان في 5 نوفمبر 2013 بسبب حادث مرور. لعب مع أولمبيك ليون.

## وصلات خارجية
- عبدو نيف على موقع قاعدة بيانات كرة القدم.إي يو (الإنجليزية)